# Kerk van Gudhjem
De Kerk van Gudhjem (Deens: Gudhjem Kirje) is de parochiekerk van de Deense plaats Gudhjem op het eiland Bornholm.

## Geschiedenis

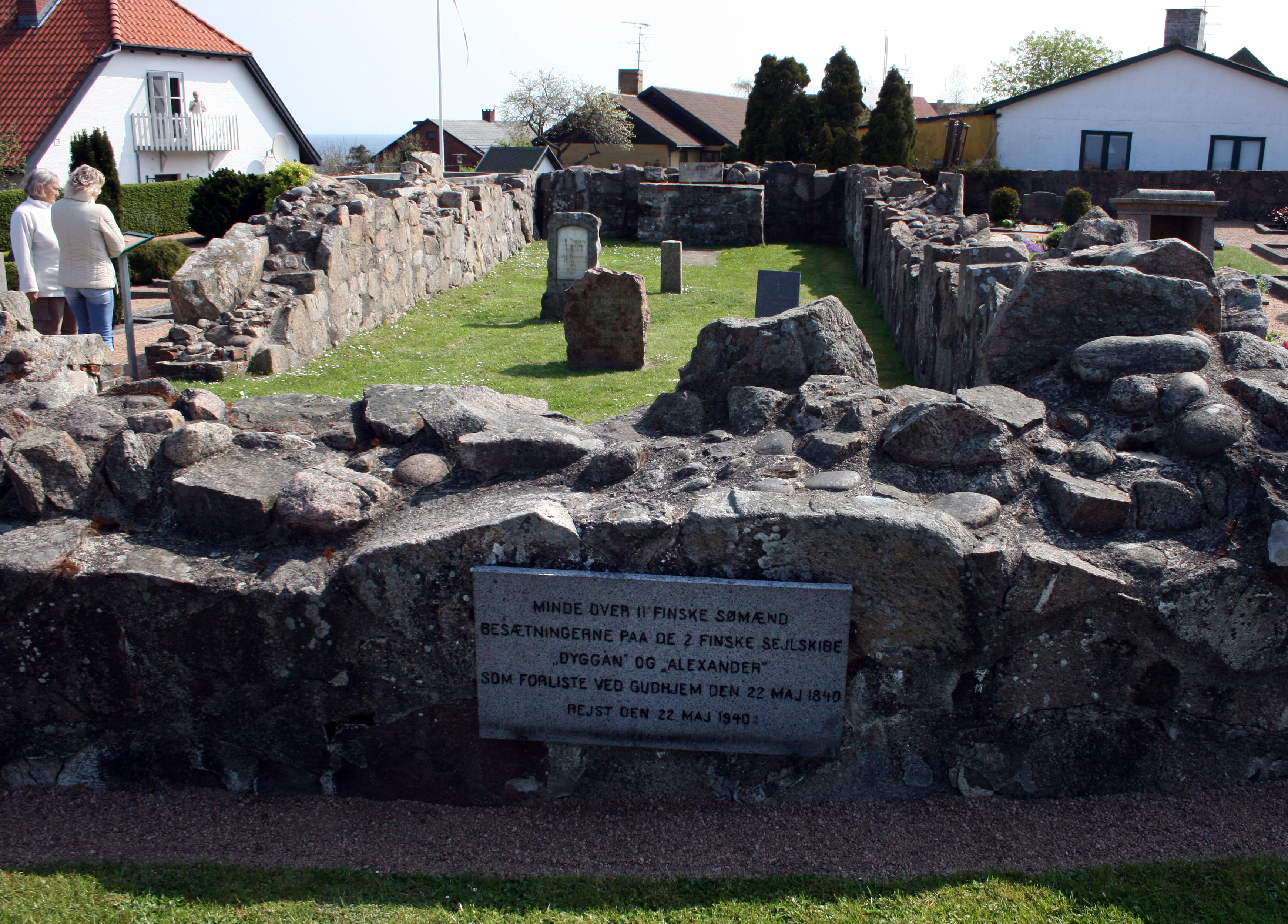
Fundamenten Sint-Annakapel

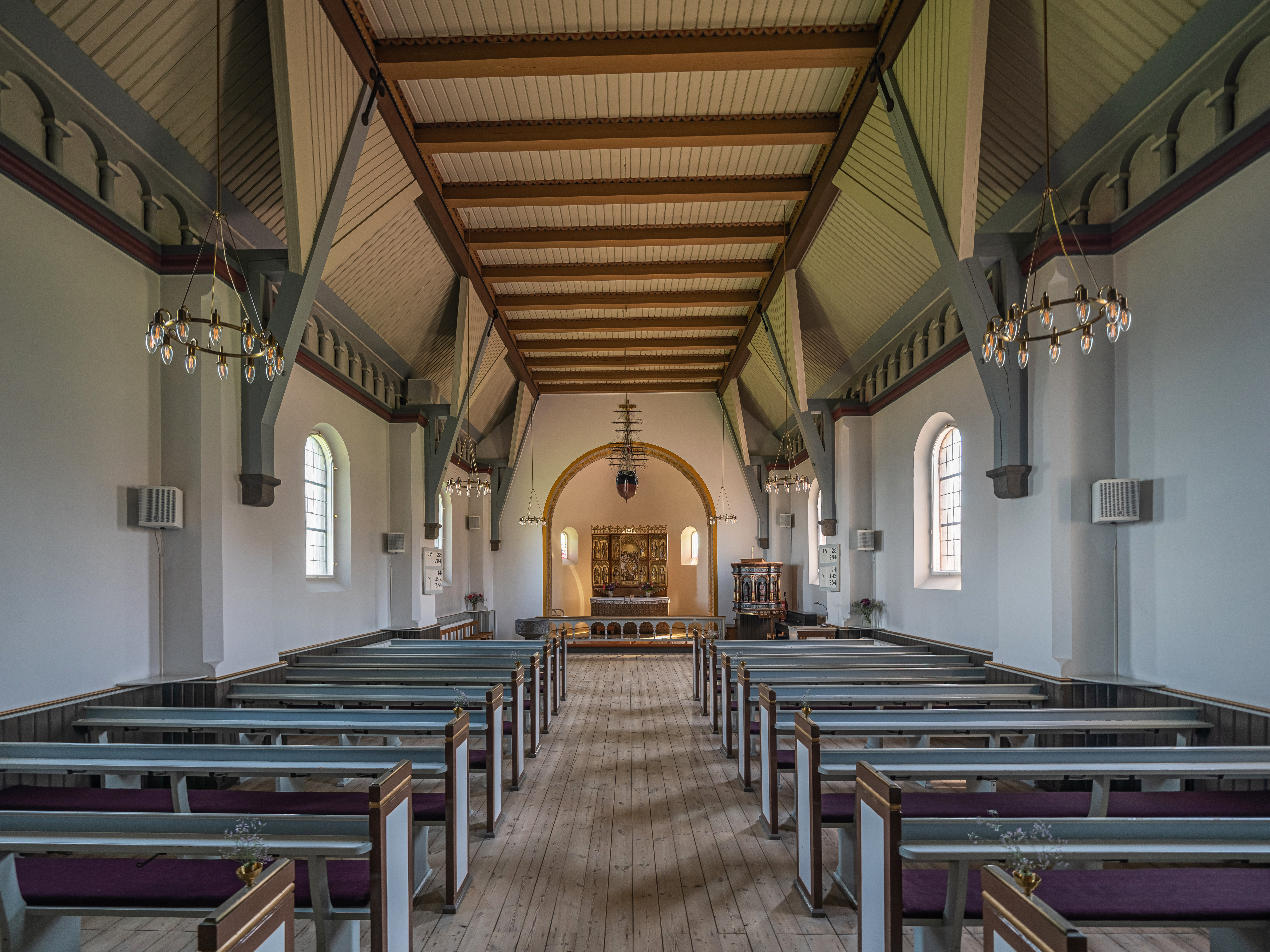
Interieur

De huidige kerk verving tegen het einde van de 19e eeuw de Sint-Annakapel. Deze oude middeleeuwse kapel diende de visserijgemeenschap van het noordelijk kustgebied van het eiland. Mogelijk bezochten ook kooplieden van de Hanze uit het noorden van Duitsland de kustkapel. De kapel werd nog in de middeleeuwen verbouwd en later nog eens in 1790.
Voor de afbraak vond er nog een uitgebreid onderzoek naar de bouw plaats. Alhoewel er enkele interessante ontdekkingen werden gedaan, bleef de bouwgeschiedenis van de kapel onduidelijk. In 1957 werden er opgravingen bij de fundamenten verricht. Uit de vondst van oude houtresten stamt de theorie dat de plaats een voorchristelijke cultusplaats betreft.
In 1895 volgde alsnog de afbraak van de kapel, nadat een voorstel om de kapel te behouden als lijkenhuis werd afgewezen. De nieuwe kerk werd naar tekeningen van Mathias Bidstrup gebouwd en ingewijd op 3 september 1893. Aangezien de Annakapel een van de laatste kustkapellen van het eiland betrof liet men de fundamenten van de Annakapel liggen, zodat het nieuwe kerkgebouw op de locatie ten westen van het oude kerkhof verrees.

## Interieur
in de kerk bevinden zich nog herinneringen aan de oude kapel. Het altaar betreft een retabel uit circa 1475; het is het oudste van het bisdom Kopenhagen en werd waarschijnlijk in een atelier te Lübeck vervaardigd. Het centrale paneel betreft een reliëf van het sterfbed van de Heilige Maagd, waar ze wordt omringd door de twaalf apostelen. Aan beide zijden van het reliëf staan twee heiligen: links de beelden van Anna te Drieën en sint-Jan, rechts Maria en een gekroonde heilige. De zijvleugels bevatten elk vier beelden van heiligen. Toen de oude kapel werd afgebroken kwam het altaar in het museum van Bornholm terecht, maar tijdens de restauratie van het interieur in 1962 werd ook het altaar gerenoveerd en verguld en kreeg het een plaats in de nieuwe kerk. Het originele beeld rechts onder in de rechter deur is verloren gegaan en werd in 1962 vervangen door een beeld van Paul Høm.
Tijdens haar bezoek aan de kerk op 13 augustus 1912 schonk keizerin Maria Fjodorovna de middelen voor de aanschaf van de zevenarmige kandelaar op het altaar.
De preekstoel komt eveneens uit de oude kapel en stamt oorspronkelijk uit 1575. In 1789 vonden er wijzigingen plaats. Tussen de houtgesneden hoekzuilen bevinden zich op de vier tussengelegen panelen de afbeeldingen van de evangelisten.
Het votiefschip werd in 1912 in de kerk opgehangen. De driemaster werd door Carl Madsen gebouwd.
Het orgel met twaalf registers werd door Poul Gerhardt Andersen gebouwd.